# Anthracoideaceae
De Anthracoideaceae vormen een familie van de klasse branden (Ustilaginomycetes) uit de onderklasse van de Ustilaginomycetidae. Het typegeslacht is Anthracoidea.

## Geslachten
Volgens Index Fungorum bestaat het uit de volgende geslachten:
- Anthracoidea
- Cintractia
- Crotalia
- Dermatosorus
- Farysia
- Farysporium
- Heterotolyposporium
- Kuntzeomyces
- Leucocintractia
- Moreaua
- Orphanomyces
- Pilocintractia
- Planetella
- Portalia
- Schizonella
- Stegocintractia
- Testicularia
- Tolyposporium
- Trichocintractia
- Ustanciosporium